# Catequesis (método)
Catequesis es en todas las religiones un sistema de adoctrinamiento basado en la asimilación por el individuo de la esencia de la religión. Su función es que la persona que la reciba conozca, refuerce, profundice y se convenza a través de diferentes métodos de enseñanza -propios de cada religión también- en lo que cada una de las diversas religiones considera como verdades innegables (verdades de fe, dogmas, lineamientos, valores, patrones de comportamiento, lo aceptado y lo no aceptado).
Cada una de las religiones puede hablar en términos propios del desarrollo de los métodos de adoctrinamiento. Así puede recibir nombres como iniciación, crecimiento, catequesis, aproximación, etc., de acuerdo a la religión en la que se desarrolle.
Así mismo, también se puede analizar -por su naturaleza de proceso- como un fenómeno psicológico, sociológico, educativo y comunicacional.